# Pieter van Musschenbroek
Pieter van Musschenbroek (Leiden, 1692. március 14. – Leiden, 1761. szeptember 19.) holland fizikus.

## Élete és művei
Szülővárosában orvostudományt, filozófiát és matematikát tanult. Azután egy ideig Londonban tartózkodott, ahol Newtonnal kötött ismeretséget. Miután hazatért, 1719-ben meghívták a duisburgi egyetemre a matematika és a fizika professzorának, ahol Fahrenheittel dolgozott együtt. 1723-tól az utrechti egyetemen tanított, 1739-től pedig szülővárosa egyetemén, ahol korábbi szaktárgyait adta elő. Több tudóstársaság tagja és a párizsi Királyi Tudományos Akadémia levelező tagja volt. 1754-ben a Szentpétervári Tudományos Akadémia tiszteletbeli professzorává választották.
1746-ban Leidenben elkészítette a ma kondenzátornak nevezett eszköz ősét: egy üvegedényt kívül-belül fémréteggel borított be, mely feltölthető volt és tárolta az elektromosságot. Később az eszköz leideni palack néven vált ismertté.

## Munkái
- Elementa Physica (1726) című munkáját sokszor kiadták és több nyelvre lefordították[11]
- Dissertationes physicae experimentalis et geometricae de magnete (1729)
- Tentamina experimentorum naturalium in Accademia del Cimento (1731)[12]
- Institutiones physicae (1734 és később is)
- The aeris praestantia in humoribus corporis humani (1739)
- Institutiones logicae (1764).